# Arkansas City (Arkansas)
Arkansas City is een plaats (city) in de Amerikaanse staat Arkansas, en valt bestuurlijk gezien onder Desha County.

## Demografie
Bij de volkstelling in 2000 werd het aantal inwoners vastgesteld op 589.
In 2006 is het aantal inwoners door het United States Census Bureau geschat op 544, .

## Geografie
Volgens het United States Census Bureau beslaat de plaats een oppervlakte van
1,2 km².